# ال‌اس‌دی اند سرچ فور گاد
ال‌اس‌دی اند سرچ فور گاد (به انگلیسی: LSD and the Search for God) گروهٔ موسیقی شوگیز می‌باشد که در سال ۲۰۰۵ در سان فرانسیسکو، کالیفرنیا به‌وجود آمد.